# René Perrout
Œuvres principales
Autour de mon clocher, Goëry Coquart bourgeois d'Épinal, Marius Pilgrin, idées de province, Les Images d'Épinal
René Perrout, né à Épinal (Vosges) le 26 janvier 1868, et mort dans la même ville le 11 septembre 1920, à 52 ans, est un avocat et un écrivain régionaliste français.
Ami de Maurice Barrès et de Charles Sadoul, il est considéré comme l'historien et le chantre d’Épinal. De son œuvre, constituée principalement d'études, de récits et de romans en rapport avec l'histoire de la Lorraine et même presque exclusivement de la région d’Épinal, émergent notamment le recueil de récits Autour de mon clocher (1905), le roman historique Goëry Coquart bourgeois d'Épinal (1906), le roman Marius Pilgrin, idées de province (1909) et l'étude Les Images d'Épinal (1912).

## Biographie

### Famille, enfance et formation
René-Pierre-Eugène Perrout est le second fils de Nicolas Eugène Perrout, avoué au tribunal d'Épinal (Épinal, 1832-1889) et de Marie Élisabeth Monchablon (Épinal, 1841-1895). Son frère aîné, Henri, qui sera avoué à la suite de son père, puis assureur et deviendra premier adjoint au maire d’Épinal, est né quatre ans plus tôt, en 1864. Les deux frères resteront proches l'un de l'autre toute leur vie durant.  
René Perrout effectue ses études secondaires à Épinal puis des études de lettres et de droit à Nancy jusqu'à la licence.

### Un avocat de province
Devenu avocat, il s'inscrit au barreau d’Épinal où il sera quatre fois bâtonnier. Son premier écrit, publié en 1894, est précisément une brochure de 30 pages dans laquelle il analyse et critique une proposition de loi déposée l'année précédente.  
Sa carrière se déroule entièrement à Épinal. Il assure ainsi la défense de l'assassin Alphonse Payen de Rupt-sur-Moselle, condamné à mort, et obtient sa grâce auprès du Président de la République Armand Fallières qui le reçoit à l’Élysée le 17 novembre 1909,,.

### De l'érudit local à l'écrivain régionaliste
C'est cependant son activité d'historien et d'écrivain qui lui confère une grande notoriété régionale. André Philippe, président de la Société d'émulation du département des Vosges, fait remarquer que René Perrout « sépara  bien rarement l'histoire de la littérature » et qu' « il s'ingénia [...] à romancer les faits, grands ou menus, des annales de sa chère cité d'Épinal. » La formule résume un projet littéraire qu'il développera durant deux décennies, projet modeste mais exigeant au regard du style et de la sincérité . 
René Perrout adhère à la Société d'émulation des Vosges dès 1891 et il en est un membre actif en participant à différentes commissions suivant les années. C'est tout naturellement  dans les Annales de cette société ou dans l'Annuaire des Vosges qu'il publie les fruits de ses recherches et de son imagination avant de les faire reprendre en volume chez des imprimeurs spinaliens. Ainsi paraissent les premiers chapitres d'Épinal au XVIIe siècle et les récits disparates qui constituent les Histoires lorraines.   
L'avocat tire ses écrits de la fréquentation assidue des archives et des livres et objets qu'il accumule en collectionneur averti dans sa maison de la rue Thiers puis celle de la rue de la Louvière dont le jardin est commun avec celle son frère Henri. Tout ce qui a trait à l'histoire et aux traditions populaires de la région le passionne mais son intérêt se porte également sur des objets d'art exotiques, japonais par exemple. Il se fait construire une résidence secondaire, l'actuelle Chambre d'agriculture d’Épinal, pour accueillir ses collections et recevoir ses amis.   

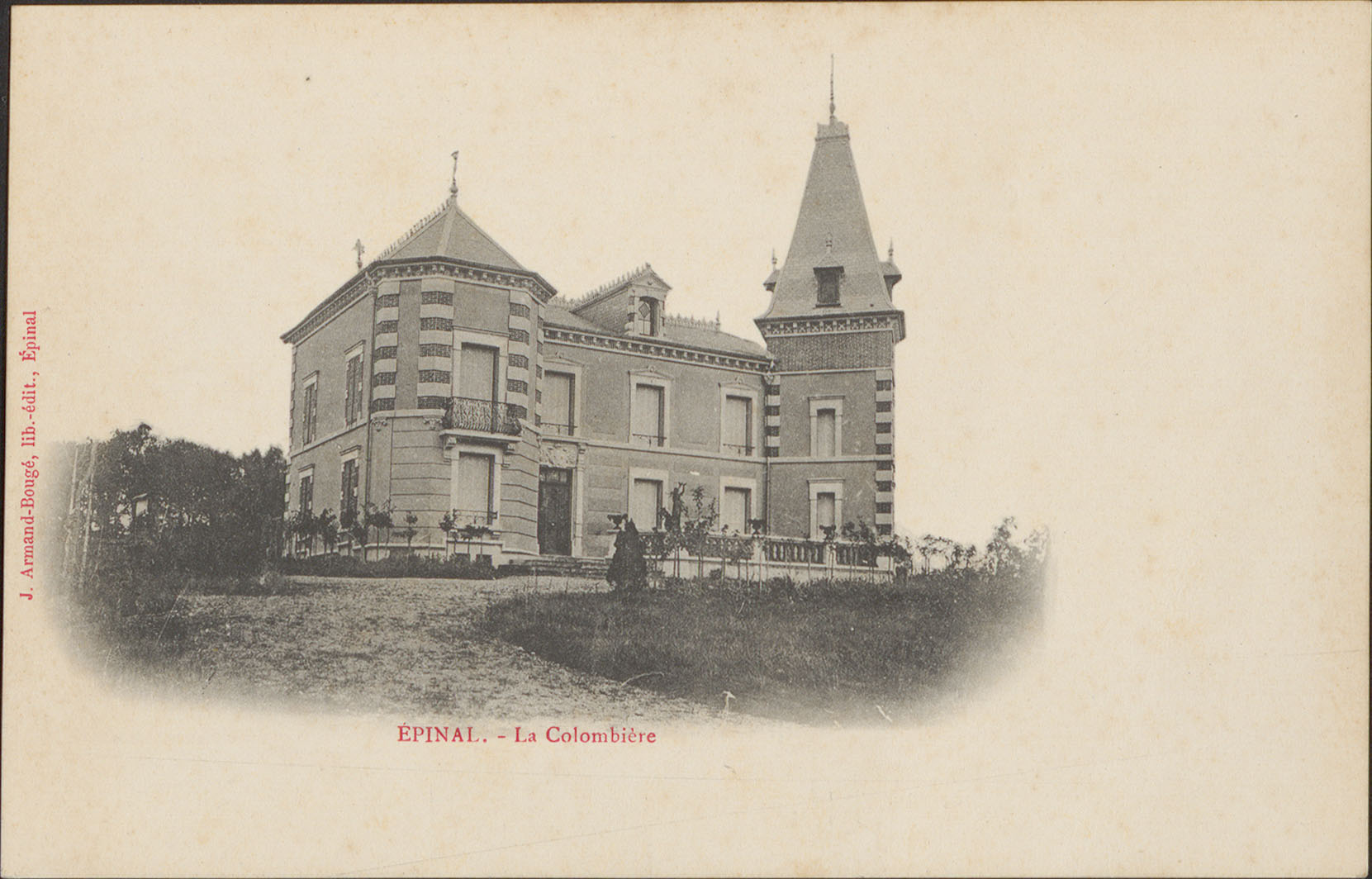
Villa La Colombière.
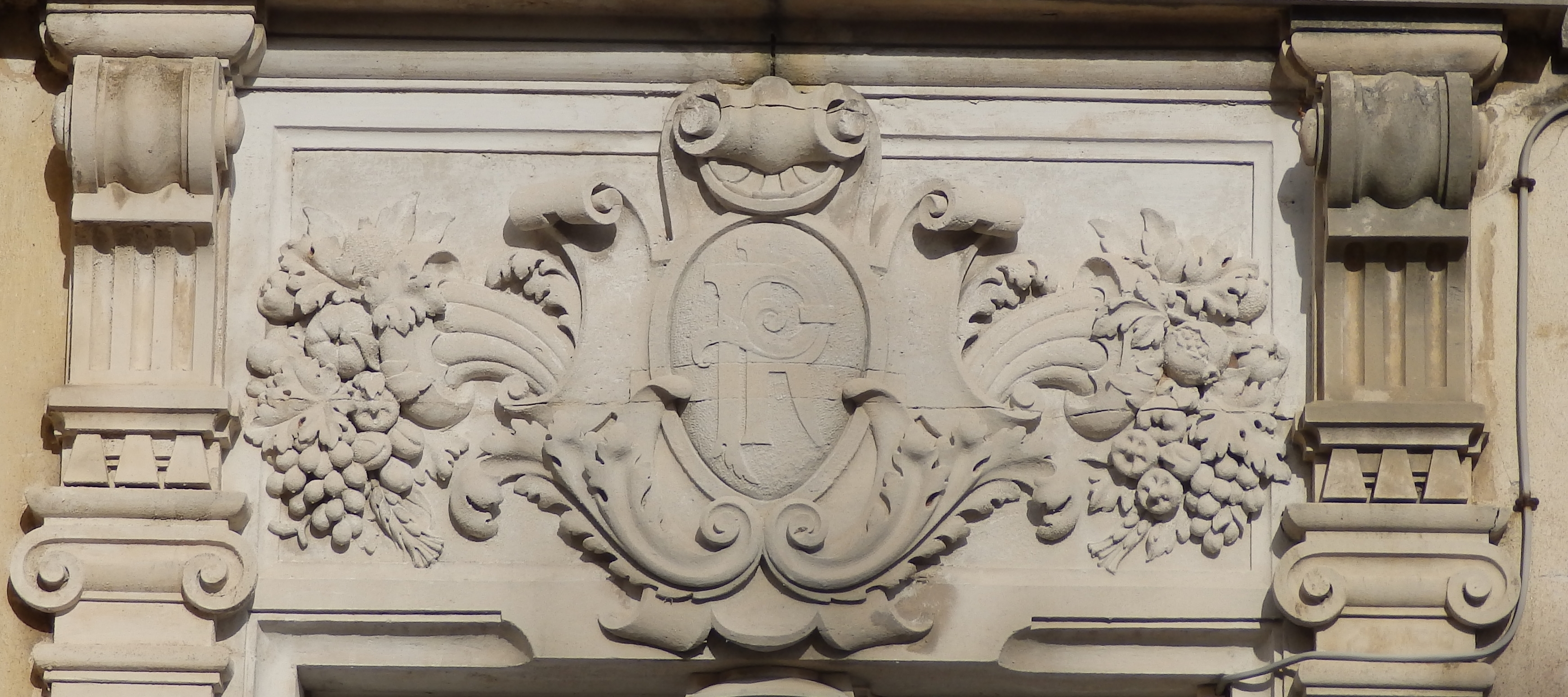
Monogramme de René Perrout sur le fronton de la villa.

René Perrout entretient  en effet des relations avec les milieux régionalistes lorrains dont l'inspirateur est Maurice Barrès avec sa théorie de l'enracinement.  Il est particulièrement proche de Charles Sadoul et fréquente aussi Émile Moselly , George Chepfer et Maurice Pottecher . Il participe avec eux à la naissance de la revue Le Pays lorrain et le pays messin en 1904 qui porte les idéaux du mouvement. C'est désormais à cette revue et à sa revue sœur La Revue lorraine illustrée, créée en 1906, qu'il destine ses articles et historiettes. Il y chronique aussi les publications de ses confrères : Le Voyage de Sparte, Colette Baudoche, La Colline inspirée de Maurice Barrès ou Terres lorraines d'Émile Moselly.

### Les œuvres de la maturité
En 1905, Autour de mon clocher, publié chez Huguenin à Épinal, est préfacé par Maurice Barrès. Celui-ci n'a encore jamais rencontré René Perrout mais se présente dans la lettre-préface qui ouvre le recueil comme son ami. Barrès loue son sens des paysages et voit en Perrout « un Lorrain caractérisé » dont l’œuvre est un « clair témoignage lotharingien » qui a « l’accent de chez nous » et exprime « une sensibilité lorraine » . Le recueil réunit 19 récits mêlant contes et légendes, histoire locale et impressions personnelles. Goëry Coquart qui paraît l’année suivante chez le même éditeur, est un véritable roman historique : il se présente comme le journal d’un pâtissier rôtisseur au XVIIe siècle à Épinal alors occupé par les Français. Une nouvelle édition est publiée en 1912 par l’éditeur parisien Paul Ollendorff.
C’est aussi le cas du roman Marius Pilgrin idées de province : il paraît une première fois à Épinal en 1909 avant d’être repris par Ollendorff en 1920. À propos de ce livre, Emile Moselly écrit : « Perrout a donné à l’art lorrain son chef-d’œuvre ». Quatre-vingts ans plus tard, Richard Rognet estime qu’ « un lecteur d’aujourd’hui peut encore se retrouver et s’attacher à certaines situations humaines évoquées avec justesse, sincérité et avec une émotion souvent intense». La condition ouvrière de l’époque y est montrée sans mièvrerie sous un jour pessimiste. Le héros Marius Pilgrin, fougueux et idéaliste, prend la défense des ouvriers tout en sachant qu’il s’agit d’une cause perdue alors que son camarade Pierre Auger, en qui Perrout a mis beaucoup de lui-même, adopte une attitude plus prudente face à la réalité politique et sociale.
De toutes les œuvres de René Perrout, la plus fréquemment et la plus durablement rééditée est l’étude intitulée Les images d’Épinal. Outre sa pré-publication en épisodes dans la Revue lorraine illustrée de 1910 à 1912, on en dénombre au moins 4 éditions : Revue lorraine illustrée, 1912, Ollendorff, 1920, J.-P. Gyss, 1985 (sous le titre Trésors des images d’Épinal) et Ressouvenances, 2010. Elle est unanimement saluée comme le premier ouvrage important consacré à l’histoire des images d’Épinal.
Le livre suivant, Au seuil de l’Alsace, est publié directement en 1913 à Paris par Ollendorff aussitôt après sa pré-publication dans Le Pays lorrain et le pays messin sous le titre Épinal pendant la guerre. Adoptant la forme d’un récit romancé, il apporte un témoignage précis, concis et nuancé sur la vie des habitants d’Épinal, depuis la déclaration de guerre en juillet 1870 jusqu’au départ des troupes allemandes d’occupation en juillet 1873. Parallèlement, Perrout fait paraître à Épinal ses Promenades sentimentales qui réunissent 18 textes courts dans la veine de ceux de Autour de mon clocher.

### Une fin prématurée
Affecté par les épreuves de la guerre et surtout par le décès brutal de son frère Henri le 24 décembre 1919, il meurt moins d'un an après lui, le 11 septembre 1920, à 52 ans. Ses obsèques ont lieu le 13 septembre à Épinal.  
Un roman de René Perrout parait encore après sa mort mais de façon plus confidentielle que les précédents. La Vie pathétique de Théodore Briquel, qui raconte la vie d’un bûcheron vosgien, ne donne lieu en effet qu’à une publication en revue.   

### Influences littéraires
Parmi les influences littéraires de René Perrout, on peut citer : Maurice Barrès, Anatole France, Émile Gebhart mais aussi Gustave Flaubert dont il est un fervent admirateur. Comme lui, Perrout aimait aussi passionnément travailler la langue et le style . Les brouillons de ses manuscrits portent les traces d'une recherche intransigeante du mot juste : « Je l'ai vu se débattre pendant des semaines entières avec une épithète » relate Fernand Lamaze. Comme à lui avec Madame Bovary, il arriva  à René Perrout de s'inspirer d'un fait divers réel pour créer la trame d'un roman : c'est le cas pour La Vie pathétique de Théodore Briquel.   

### Postérité

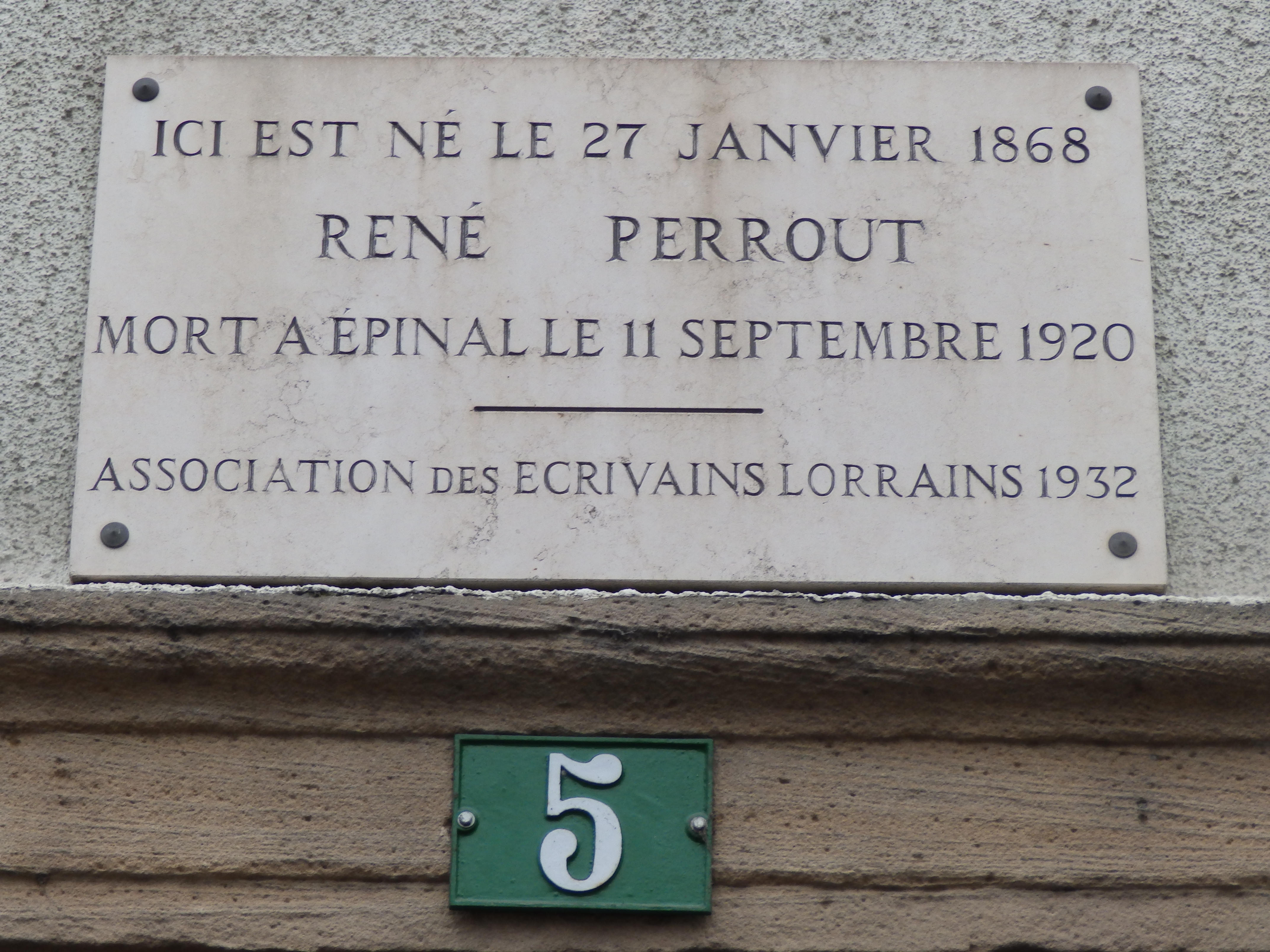
Plaque apposée en 1932 sur la maison natale de René Perrout, 5 place des Vieux-Moulins, à Épinal.

René Perrout a marqué durablement la vie culturelle locale. Un Prix Henri et René Perrout a été décerné à partir de 1920 par la Société d'émulation des Vosges pour « récompenser un littérateur, historien ou artiste vosgien ayant traité un sujet intéressant les Vosges ». Sur la recommandation de François Blaudez, bibliothécaire de la ville, lequel est considéré comme l'héritier spirituel des frères Perrout , le  journaliste René Baret a utilisé le pseudonyme de Goëry Coquart, pour signer une partie de ses livres et articles,    
Épinal entretient dans ses murs aujourd'hui encore le souvenir de «  Perrout le spinalien » ainsi que l'appelait Barrès : une rue porte son nom et la plaque apposée en 1932 sur la façade de sa maison natale, 5 place des Vieux-Moulins, par l'association des écrivains lorrains, est toujours visible.  Une exposition présentée en décembre 2009 à la galerie de l'Hôtel de ville d’Épinal  a rendu hommage aux deux frères Perrout.   
La bibliothèque multimédia intercommunale d’Épinal conserve dans ses fonds patrimoniaux des ouvrages et brochures de René Perrout, des pièces de correspondance ainsi que quelques manuscrits de l'auteur,  reçus à la suite d'un legs effectué à la ville d’Épinal en 2013.

## Œuvres
Ne sont portées ici que les premières publications en volumes des œuvres de René Perrout.

### Récits, nouvelles, contes
- Histoires lorraines, Épinal, Impr. C Huguenin, 1903
- Autour de mon clocher, Épinal, Impr. C Huguenin, 1905, préf. de Maurice Barrès lire en ligne sur Gallica
- Promenades sentimentales, Épinal, Impr. nouvelle, 1912

### Romans
- Goëry Coquart, bourgeois d’Épinal, Épinal, Impr. C. Huguenin, 1906
- Marius Pilgrin, idées de province, Épinal, Impr. C. Huguenin, 1909
- Au seuil de l'Alsace : 1870-1871, Paris, P. Ollendorff, 1913 lire en ligne sur Gallica
- La Vie pathétique de Théodore Briquel, in Le Pays lorrain et le pays messin, janvier à novembre 1921

### Études
- Histoire d’Épinal au XVIIe siècle 1 : Histoire politique et militaire, Épinal, Impr. C. Huguenin, 1902
- Histoire d’Épinal au XVIIe siècle 2 : Histoire administrative, économique et des institutions, Épinal, Impr. C. Huguenin, 1908
- Les Images d’Épinal, Nancy, Ed. de la Revue lorraine illustrée, 1912

### Publications diverses
- Des Droits du fermier sur la plus-value qu'il a donnée au fonds loué (projet de loi du 14 décembre 1893), Épinal, Impr. nouvelle, 1894
- Épinal, août-septembre 1914 : impressions de guerre, Épinal, Impr. C. Klein, s.d., avec une image d'Épinal par Hansi
- Le Général Drouot : 1774-1847, Nancy, Édition de la Revue Lorraine illustrée, 1914, ill. Victor Huen[18]